# 1784 aux États-Unis
Pour des articles plus généraux, voir Chronologie des États-Unis et 1784.
Chronologie des États-Unis
- 1780
- 1781
- 1782
- 1783
- 1784
- 1785
- 1786
- 1787
- 1788

Cette page concerne des événements d'actualité qui se sont produits durant l'année 1784 du calendrier grégorien aux États-Unis.

## Gouvernement
- Congrès de la Confédération

## Événements
- 14 janvier : ratification par le Congrès des États-Unis du premier traité de paix entre les États-Unis et la Grande-Bretagne.
- 10 mai : publication anonyme et limitée à Paris de Notes on the State of Virginia de Thomas Jefferson.
- 26 juin : l’Espagne refuse la libre circulation des navires des États-Unis sur le bas-Mississippi[1].

.

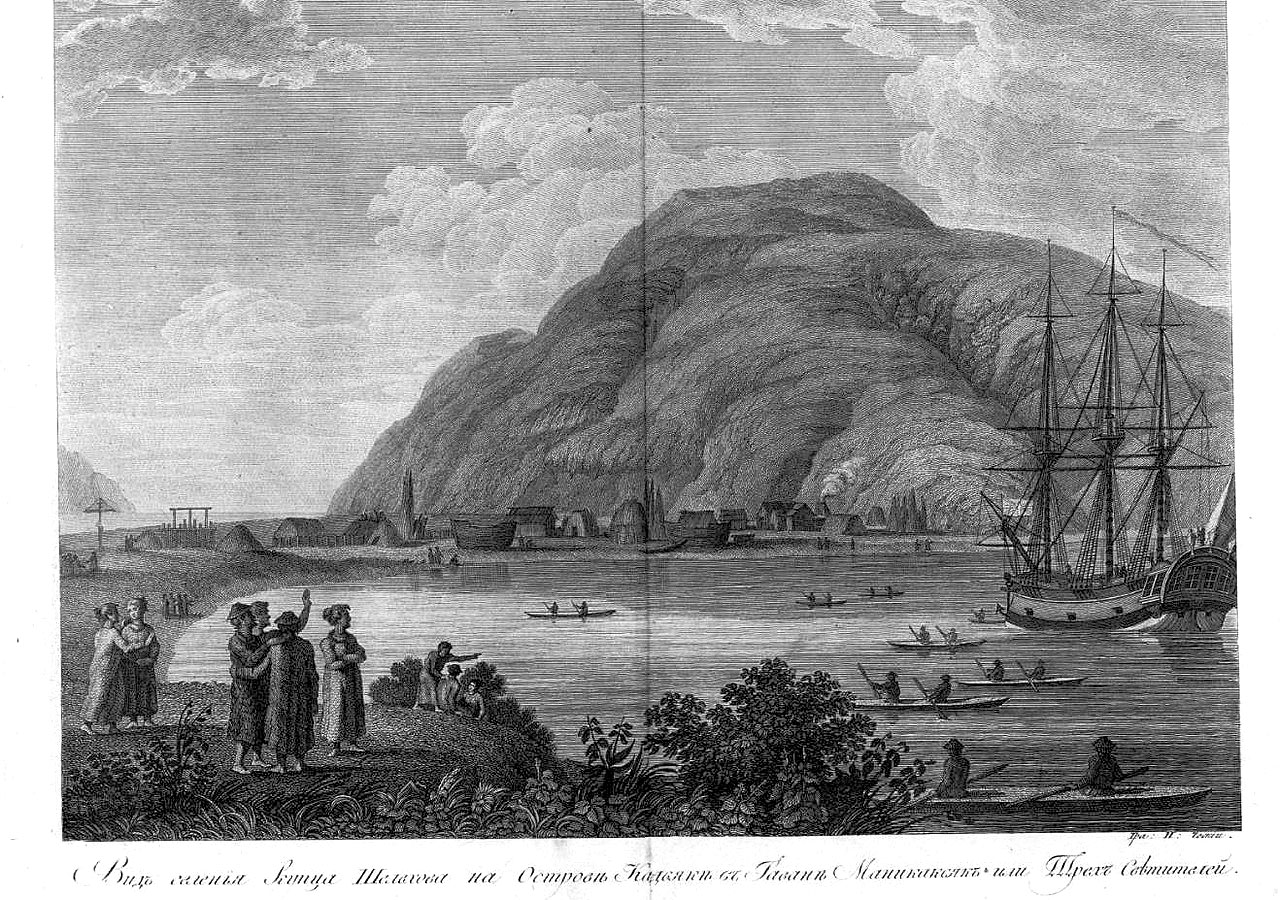
La colonie de Grigori Chelikhov sur l'île Kodiak

- 22 septembre : Grigori Ivanovitch Chelikhov fonde la première colonie russe permanente du continent américain sur l'île Kodiak en Alaska.
- 22 octobre : traité de Fort Stanwix, signé au Fort Stanwix, situé dans l'actuel Rome (New York), entre les États-Unis et les Natifs américains[2]. Le traité servit de traité de paix entre les Iroquois et les Américains, puisque les Indiens avaient été ignorés dans le traité de Paris. Dans ce traité la Confédération des Iroquois cède toutes demandes sur le territoire de l'Ohio, une bande de terre le long du fleuve Niagara, et de toutes terres à l'ouest de l'embouchure du Buffalo. En Pennsylvanie la terre acquise dans ce traité est connue comme " Last Purchase " . Cependant une grande partie des tribus indiennes n'acceptent pas ce traité.

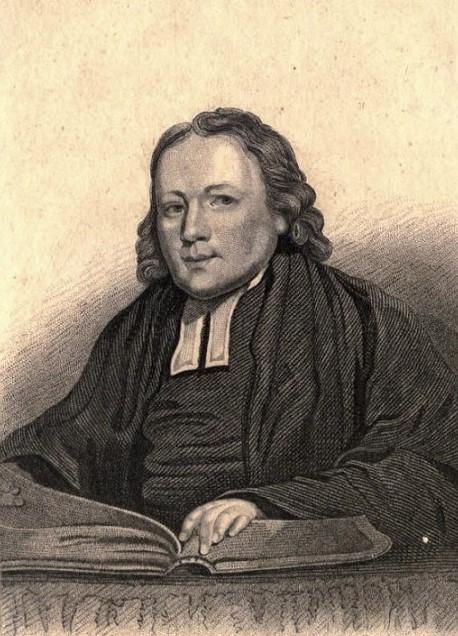
Thomas Coke

- 1er novembre : le Congrès continental se réunit à "French Arms Tavern" à Trenton dans le New Jersey. C'est donc la capitale jusqu'au 24 décembre 1784.
- 26 novembre : l'Archidiocèse de Baltimore de l'église catholique des États-Unis est établie.
- 30 novembre : Richard Henry Lee est élu Président du Congrès continental.
- 27 décembre : le Révérend Thomas Coke a été envoyé par John Wesley pour former une église méthodiste américaine indépendante. Ce jour, Thomas Coke ordonne des diacres et des prêtres et consacre évêque Asbury.

## Sans date précise
- Le congrès crée un ministère des finances (Board of Finance). Quand Robert Morris démissionne comme ministre des finances (superintendent of finance), il est remplacé par le Board of Finance qui est composé de trois commissaires.
- L'homme politique américain Thomas Jefferson propose d'interdire l'esclavage dans les territoires de l'ouest.
- Le Roi Charles III d'Espagne autorise des concessions de terre en Haute-Californie.

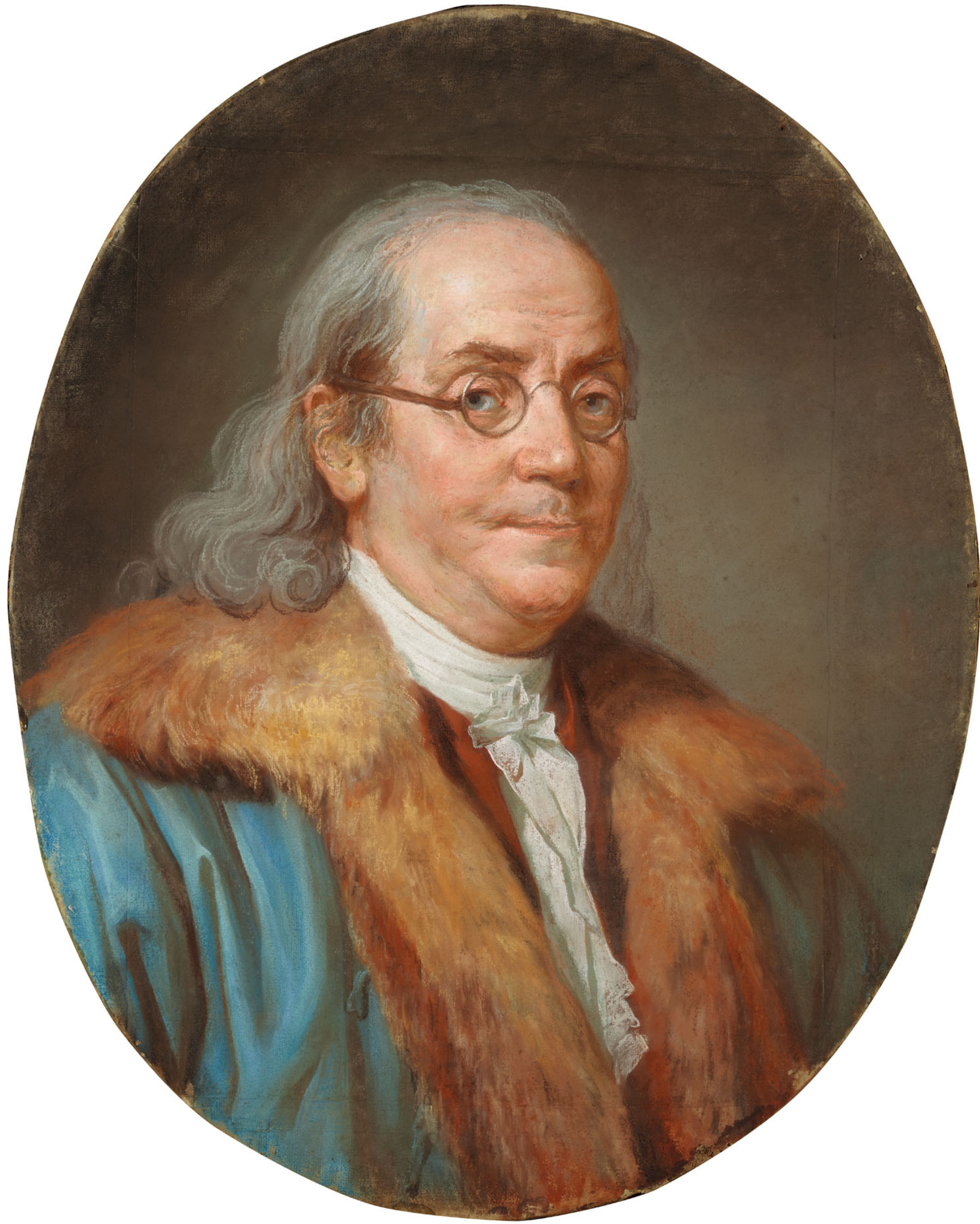
Benjamin Franklin par Joseph Ducreux, 1777

- Benjamin Franklin invente les lunettes à double foyer.
- La Grande-Bretagne reçoit ses premières balles de coton américain importé.
- Les exportations britanniques vers les États-Unis doublent entre 1784 et 1788.
- Exclus par la Grande Loge provinciale du Massachusetts, la Grande Loge de Prince Hall obtient une patente de la  Grande Loge d'Angleterre en 1784 et formèrent la Loge Africaine no 459 (African Lodge no 459). Cependant, du fait des difficultés de communications, cette patente ne leur parvint qu'en 1787.

- Thomas Paine réside à Paris (1784-1791).
- Spéculation immobilière dans le District de Natchez, où un recensement fait état de 1500 habitants dont 498 esclaves noirs.

## Naissances
- 5 février : Nancy Hanks Lincoln, (décès le 5 octobre 1818) est la femme de Thomas Lincoln avec qui elle a eu le président américain Abraham Lincoln.
- 22 février : John Eatton Le Conte (mort en 1860), naturaliste.
- 24 novembre : Zachary Taylor, (décès le 9 juillet 1850), est le douzième président des États-Unis. Il est élu pour un mandat de quatre ans à partir de 1849, mais meurt en 1850 avant de le terminer. C'est le deuxième président à mourir en cours de mandat.

## Décès

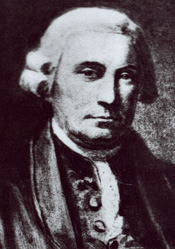
Henry Middleton

- 13 juin : Henry Middleton, né en Caroline du Sud en 1717, fut le second président du Congrès continental du 22 octobre 1774 au 26 octobre 1774 jusqu'à ce que Peyton Randolph puisse reprendre brièvement ses fonctions. Son père, Artur Middleton (1681-1737), a été Gouverneur de la Caroline du Sud de 1725 à 1730.
- 5 décembre : Phyllis Wheatley, née le 5 décembre 1753 au Sénégal, est la première poétesse noire américaine de renom. Son livre Poems on Various Subjects fut publié en 1773, trois ans avant le début de la révolution américaine.

#### Articles généraux
- Chronologie de la révolution américaine
- Histoire des États-Unis de 1776 à 1865
- Évolution territoriale des États-Unis

#### Articles sur l'année 1784 aux États-Unis
- Bank of New York